# Mount Desert
Mount Desert és una població dels Estats Units a l'estat de Maine (EUA). Segons el cens del 2000 tenia 2.109 habitants.

## Demografia
Segons el cens del 2000, Mount Desert tenia 2.109 habitants, 962 habitatges, i 583 famílies. La densitat de població era de 22,1 habitants/km².
Dels 962 habitatges en un 23,7% hi vivien nens de menys de 18 anys, en un 51,1% hi vivien parelles casades, en un 6,8% dones solteres, i en un 39,3% no eren unitats familiars. En el 31,2% dels habitatges hi vivien persones soles el 13% de les quals corresponia a persones de 65 anys o més que vivien soles. El nombre mitjà de persones vivint en cada habitatge era de 2,19 i el nombre mitjà de persones que vivien en cada família era de 2,76.
Per edats la població es repartia de la següent manera: un 20,6% tenia menys de 18 anys, un 4,2% entre 18 i 24, un 28% entre 25 i 44, un 29,5% de 45 a 60 i un 17,7% 65 anys o més.
L'edat mediana era de 44 anys. Per cada 100 dones de 18 o més anys hi havia 85,6 homes.
La renda mediana per habitatge era de 41.321 $ i la renda mediana per família de 54.375 $. Els homes tenien una renda mediana de 35.189 $ mentre que les dones 27.358 $. La renda per capita de la població era de 25.709 $. Entorn del 3,2% de les famílies i el 5,1% de la població estaven per davall del llindar de pobresa.